# Бёртон, Иэн
Иэн Бёртон (англ. Ian Burton; род. 24 июня 1935, Дерби, Англия) — британско-канадский географ и эколог, специалист в области глобального потепления и в особенности по адаптации к нему. Один из пионеров в последней области и ведущий канадский учёный в области изменения климата.
Лауреат BBVA Foundation Frontiers of Knowledge Award (2020).
Степень доктора философии по географии получил в Чикагском университете, ученик Гилберта Уайта. Ныне профессор-эмерит кафедры географии Торонтского университета.
Первый удостоенный Burtoni Award (2003), названной в его же честь.
Автор более 200 работ, 10 книг, в частности Environment as Hazard (1978). Принимал участие в трех оценочных докладах МГЭИК.